# 京都市立嵯峨野小学校
京都市立嵯峨野小学校（きょうとしりつ さがのしょうがっこう）は、京都府京都市右京区嵯峨野千代ノ道町にある公立小学校。

## 沿革
- 1941年（昭和16年） - 開校。

## 通学区域
- 右京区
  - 太秦帷子ケ辻町、太秦上ノ段町、太秦御所ノ内町、太秦垂箕山町、太秦堀ケ内町、嵯峨野秋街道町、嵯峨野有栖川町、嵯峨野内田町、嵯峨野神ノ木町、嵯峨野北野町、嵯峨野嵯峨ノ段町、嵯峨野芝野町、嵯峨野清水町、嵯峨野高田町、嵯峨野千代ノ道町、嵯峨野投淵町、嵯峨野西ノ藤町、嵯峨野東田町、嵯峨野開町、嵯峨野南浦町、嵯峨野宮ノ元町、嵯峨野六反田町

卒業生は基本的に京都市立蜂ヶ岡中学校へ進学する。

## 周辺
- 京都嵯峨野郵便局
- 京都府道112号二条停車場嵐山線（三条通）
- 京都府道133号嵯峨野西梅津線
- 西高瀬川

## アクセス
- 京福電気鉄道（嵐電） 帷子ノ辻駅から南西へ500m
- 京都市営バス 生田口にて下車

## 学区
嵯峨野学区（さがのがっく）は、京都市の学区（元学区）のひとつ。京都市右京区に位置する。嵯峨野小学校の通学区域を範囲とする、京都市の地域自治の単位となっている。
嵯峨野学区・嵯峨野小学校の名称は、明治7年（1874年）から明治22年（1889年）までの間存在した葛野郡嵯峨野村に由来する。嵯峨野村は、明治7年（1874年）に生田村と高田村が合併して成立した。なお、嵯峨野村の名の由来は、生田村の字「嵯峨ノ段」とされる
。嵯峨野村は明治22年（1889年）に太秦村・安井村・常盤谷村・中野村と合併して太秦村となり、旧嵯峨野村は太秦村の大字となった。
昭和6年（1931年）に太秦村が京都市に編入され、旧太秦村の区域は太秦尋常高等小学校（現在の太秦小学校）の通学区域となる太秦学区となり、旧太秦村の大字嵯峨野は「嵯峨野」を冠する17町に編成され、太秦学区に含まれることになった。
昭和16年（1941年）に国民学校令の施行により学区の根拠が失われ（京都市の学区そのものは昭和17年（1942年）に廃止）、昭和16年6月に国民学校の通学区域を単位とする町内会連合会が発足。同年10月に太秦国民学校（現在の太秦小学校）から独立して嵯峨野国民学校（現在の嵯峨野小学校）が創立。嵯峨野町内会連合会が設置され、戦後のポツダム政令による解体ののち、住民自治の単位である現在の嵯峨野学区となった。

### 地理
嵯峨野学区は、観光地としての嵯峨（嵯峨野）からは東方に位置し、東側が太秦学区、南太秦学区、南側が北梅津学区、西側が嵐山学区、広沢学区、北側が常磐野学区と接する。区域は、旧嵯峨野村（旧太秦村大字嵯峨野）に由来する「嵯峨野」を冠する町のすべて（17町）と、「太秦」を冠する町の一部から構成される。

#### 嵯峨野学区の町
- 嵯峨野嵯峨ノ段町
- 嵯峨野清水町
- 嵯峨野有栖川町
- 嵯峨野神ノ木町
- 嵯峨野開町
- 嵯峨野宮ノ元町
- 嵯峨野秋街道町
- 嵯峨野千代ノ道町
- 嵯峨野高田町
- 嵯峨野南浦町
- 嵯峨野西ノ藤町
- 嵯峨野東田町
- 嵯峨野芝野町
- 嵯峨野六反田町
- 嵯峨野投渕町
- 嵯峨野北野町
- 嵯峨野内田町
- 太秦上ノ段町
- 太秦堀ケ内町
- 太秦帷子ケ辻町
- 太秦垂箕山町
- 太秦御所ノ内町

### 人口
京都市内では、概ね元学区を単位として国勢統計区が設定されており、嵯峨野学区の区域に設定されている国勢統計区（右京区第3国勢統計区）における、令和2年（2020年）の人口・世帯数は、13,946人、6,473世帯である。